# Barbus stigmatopygus
Barbus stigmatopygus är en fiskart som beskrevs av Boulenger, 1903. Barbus stigmatopygus ingår i släktet Barbus och familjen karpfiskar. IUCN kategoriserar arten globalt som livskraftig. Inga underarter finns listade.